# Bad Driburger
Die Bad Driburger Naturparkquellen GmbH & Co. KG ist ein deutsches mittelständisches Unternehmen der Mineralwasser- und Getränkeindustrie aus Bad Driburg, Kreis Höxter, in Nordrhein-Westfalen. Bad Driburger gehört zur Unternehmensgruppe Graf von Oeynhausen-Sierstorpff.

## Geschichte
Die Driburger Quellen wurden 1620 erstmals kartographisch erfasst. 1647 wurden in Matthäus Merians Topographia Westfaliae zwei heilsame und gute Brunnen erwähnt. Aus dem Jahr 1757 stammt die „Gründliche Beschreibung des zu Driburg im Hochstift Paderborn gelegenen Gesund- und Stahlbrunnens“ von Bernardus Wilhelmus Rödder, Leibarzt des Fürstbischofs Clemens August, Herzog von Bayern.
Die Vermarktung im größeren Stil setzte erst nach dem Ende des Dreißigjährigen Krieges ein. Um 1665 wurden die Quellen auf Befehl des Paderborner Fürstbischofs Ferdinand, der ihnen auch ein Gedicht gewidmet hatte, gefasst. Auf einer Ledertapete in Schloss Vinsebeck ist der Transport von Mineralwasserflaschen um 1720 dargestellt. Zu diesem Zeitpunkt wurde das Wasser bereits nach London, Kopenhagen, Stockholm, Danzig, Amsterdam, Hamburg, Hannover, Kassel und in weitere Städte versandt. 1781 lernte der braunschweigische Oberjägermeister, Freiherr Caspar Heinrich von Sierstorpff, die Quellen auf einer Reise kennen. 1781 erwarb er das Brunnenareal käuflich und begann, die Kuranlagen auszubauen, indem er nach und nach das gesamte Gelände um die Quellen zusammenkaufte, entwässerte und mit Wegen versah. Das Logierhaus, das heutige Sierstorpff-Haus, und das Armenhaus, in dem sich heute die Verwaltung befindet, wurden zwischen 1783 und 1786 errichtet. Ein zweites Bad- und Logierhaus folgte ab 1793/94, das spätere Hölderlin-Haus. 1803 ließ Sierstorpff sich ein Wohnhaus bauen, das immer noch von seinen Nachfahren bewohnt wird.
Nach dem Ende der Napoleonischen Kriege konnte Sierstorpff auf finanzielle Hilfen von Preußen zurückgreifen und die Kuranlagen weiter ausbauen. 1820 teilte er dem Kanzler Graf Hardenberg mit, das Bad sei so frequentiert, dass man Gäste abweisen müsse, und erbaute ein weiteres Logierhaus, das spätere Vincke-Haus. Es folgte eine neue Wandelhalle, die von Peter Joseph Krahe entworfen wurde. Die historische Substanz der Anlagen aus dem 18. und 19. Jahrhundert blieb erhalten.
Besonders das Wasser der Caspar-Heinrich-Quelle erfreute sich großer Beliebtheit da es ebenso bekömmlich wie vielseitig anwendbar war. Zu den Nutzern gehörten Friedrich Hölderlin, Wilhelm Heinse, Susette Gontard, Annette von Droste-Hülshoff und Sophie von La Roche.
Im Jahr 1919 wurde Driburg als Bad anerkannt; 1932 wurde ein selbstständiger Brunnenbetrieb gegründet. 1979/80 wurde an der Caspar-Heinrich-Quelle eine zweite Abfüllanlage eingerichtet, in der durchschnittlich 100.000 Flaschen pro Tag gefüllt werden.

Ferner wurde 1980 eine Bohrung nach Bad Driburger Mineralwasser an der Josefmühle abgeteuft und 1990 eine Pipeline an dieser Quelle in Betrieb genommen. 2004/05 wurde nach zahlreichen anderen Erweiterungen eine neue Füllhalle angebaut und die gesamte Abfüllanlage für PET und Glas umgebaut.

## Sortiment
Erhältlich sind:
- Mineralwasser:
  - Bad Driburger
  - Caspar Heinrich Mineralwasser
  - Bad Driburger Classic
  - Bad Driburger Medium
  - Bad Driburger Still
  - Gräfin Annabelle Mineralbrunnen
  - Bad Driburger Caspar-Heinrich-Quelle
  - Tiefenherster Bergwaldquelle Classic und Medium
- Weitere Getränke:
  - Bad Driburger Sport Aktiv
  - Bad Driburger Apfelschorle
  - Bad Driburger Cola-Mix
  - Bad Driburger ACE / ACE Still / Apfelsinen Brause
  - Bad Driburger Orange
  - Bad Driburger Zitronenlimonade[7]

## Heilwasser
Das Wasser Bad Driburger Caspar-Heinrich-Quelle ist ein durch das Bundesinstitut für Arzneimittel und Medizinprodukte (BfArM) zugelassenes Heilwasser. Es handelt sich um einen erdigen Säuerling. Neben der Caspar-Heinrich-Quelle verfügt Bad Driburg über weitere Heilquellen die jedoch nicht im Sortiment Bad Driburger Naturparkquellen GmbH & Co.KG vertrieben werden.